# Conchocarpus adenantherus
Conchocarpus adenantherus là một loài thực vật có hoa trong họ Cửu lý hương. Loài này được (Rizzini) Kallunki & Pirani mô tả khoa học đầu tiên năm 1998.